# Admiral's Men
Los Admiral's Men (en rigor, los Earl of Nottingham's Men; después de 1603, Prince Henry's Men; después de 1612, los Elector Palatine's Men o los Palsgrave's Men) fue una compañía de teatro durante la época isabelina y jacobina, considerada generalmente la segunda compañía de actores más importante, después de la compañía de Shakespeare, los Lord Chamberlain's Men o King's Men).
Fueron conocidos en primer lugar como los Lord Howard's Men, recibiendo este nombre por su patrón, Charles Howard, primer Conde de Nottingham. La compañía interpretó en una ocasión en la corte en diciembre de 1576 (la obra se titulaba Tooley), de nuevo el 17 de febrero de 1577 (The Solitary Knight), y por tercera vez en la temporada de Navidad, 5 de enero de 1578 (todas las fechas según la moderna datación). Hicieron numerosas giras, desde Bath hasta Nottingham, durante los años 1577–9.
Cuando Howard se convirtió en Lord High Admiral de Inglaterra en 1585, el grupo cambió de nombre para reflejar su nuevo título. Hicieron representaciones con regularidad en provincias y en la corte en el período 1585–7 period; pero un accidente fatal en una de sus interpretaciones les forzó a un retiro temporal, volviendo a las representaciones en 1588.
En noviembre de 1589 se les prohibió actuar por su elección de repertorio. Los Admiral's Men se trasladaron al The Theatre de James Burbage durante un tiempo (Nov. 1590–mayo de 1591), donde interpretaron Dead Man's Fortune con un joven Richard Burbage en el reparto—la única ocasión en que los que posteriormente fueron competidores, Burbage y Edward Alleyn, actuaron juntos.
Fueron bienvenidos en la corte (28 de diciembre de 1589; 30 de marzo de 1590), y en provincias, donde estuvieron de gira en 1589–90. En realidad, quizá fue la mejor época de su carrera: en estos años Alleyn estaba en la cumbre de su fama interpretando a los héroes de Christopher Marlowe. Tamerlán fue impreso en 1590 con su nombre en el título. Algunas de las obras de Robert Greene, y Thomas Lodge The Wounds of Civil War, estaban en su repertorio en los años 1590.
Desde los años 1580 establecieron una relación con el empresario Philip Henslowe, que los albergó en el teatro Rose. Además de la primera figura, que era Edward Alleyn, la compañía tuvo a George Attewell, Thomas Downton y James Tunstall. El repertorio de la compañía incluía obras de George Chapman, William Haughton, y Anthony Munday, entre otros.
La compañía desapareció en 1631.
- Datos: Q2064081